# Гумбрехт, Ханс Ульрих
Ханс Ульрих Гумбрехт (нем. Hans Ulrich Gumbrecht; род. 15 июня 1948, Вюрцбург) — немецко-американский философ, теоретик литературы и историк культуры.
После учебного года в Лицее Генриха IV в Париже он окончил гимназию им. Зибольда в Вюрцбурге и Мюнхенский университет Людвига-Максимилиана, учился также в университетах Саламанки и Павии. В 1971 году защитил диссертацию в Констанцском университете, после чего на протяжении трёх лет преподавал там же. С 1974 года профессор Рурского университета в Бохуме, с 1983 года — Зигенского университета. В 1989 году обосновался в США, профессор французской, испанской, немецкой, итальянской и португальской литератур Стэнфордского университета. Почётный доктор ряда университетов, в том числе Санкт-Петербургского (2007).
Наиболее важный труд Гумбрехта — книга «В 1926: На острие времени» (англ. In 1926: Living on the Edge of Time; 1998), в которой подвергнут всестороннему исследованию и осмыслению 1926 год в истории и культуре.

## Научные труды

##### Чтение для "настроения"? Об онтологии литературы сегодня
В данной работе Гумбрехт широко описал понятие «Stimmung» (нем. «настроение, настрой»). Автор предполагает, что современная литературоведческая наука базируется на оппозиции деконструктивизма и cultural studies, которые стремятся нейтрализовать друг друга. Базируясь лишь на этих двух позициях, литературоведение как наука зайдёт в тупик. Решением данной проблемы автор предлагает «третий путь», характеризуемый им как «Stimmung». Таким образом, Гумбрехт предлагает идею отказаться от ранее известных теоретических методов анализа и «чаще «читать ради настроя». Автор утверждает, что «настроение» текста является измерением, воздействующим на читателя материальным образом. Если раньше представление об «онтологии» литературы было сфокусировано на отношении значимой реальности текстов с предметным миром и за их пределами, а читатель наблюдал за этим отношением, «то “чтение ради Stimmung” делает нас восприимчивыми к тем способам, которыми тексты в качестве и значимой, и материальной действительности окружают своих читателей вполне буквальным образом — как физически, так и эмоционально. Чтобы обладать таким потенциалом, текстам не надо быть исключительно описательными» Архивная копия от 8 июня 2018 на Wayback Machine.

##### Производство присутствия[7]
В своей книге «Производство присутствия» (2003) Гумбрехт критикует статус литературоведческого исследования в университетских условиях, утверждая, что гуманитарные науки чрезмерно подчеркивают важность интерпретации. Он обращается к происходящим в современной культуре изменениям, а именно к переходу от культуры значений к культуре присутствия. Гумбрехт выделяет и описывает три основных интеллектуальных и институциональных метода, предназначенных для определения будущей, негерменевтической функции гуманитарных наук. Это эпифания (для эстетики), презентификация (для истории) и дейксис (для педагогики).

##### Эстетика спорта
Гумбрехт также писал о феномене зрителя спортивных состязаний. Он использовал философию и историю спорта, чтобы дать историческое осмысление того, как именно спорт "потребляется" и за что его ценят. Гумбрехт анализирует распространенное в культуре восхищение спортсменами, причем берет как XXI век, так и более широкий исторический контекст.
Наиболее полное отражение его взгляды нашли в книге "В похвалу атлетической красоте" (2006), но также проблема эстетики спорта затрагивается в таких статьях, как, например, "Торжество формы: о красоте командных видов спорта", и в интервью, данных Гумбрехтом газетам и академическим изданиям.
Цель Гумбрехта – предоставить новый фокус изучения и понимания эстетического переживания спортивного зрителя; другими словами, того, что делает определённые элементы выступления спортсмена "красивыми". Рассуждая о том, по какому принципу действие спортсмена может быть воспринято как наделённое красотой, Гумбрехт отмечает, что спортсменов часто воспринимают как "полностью растворенных в сфокусированном напряженном усилии". Физическое присутствие спортсмена, демонстрация его силы и одаренности позволяют зрителю – болельщику – воспринять движения спортсмена как полные смысла и почувствовать эмоциональную вовлечённость в процесс.
Среди множества других составляющих опыта зрителя Гумбрехт особенно выделяет два: важность общения и единения фанатов и чувство благодарности, испытываемое зрителями к игрокам. Эта благодарность возникает в те "моменты особой напряжённости", когда спортсмены, кажется, выходят в своем выступлении за рамки человеческих возможностей – в древнегреческой культуре такое, как считалось, было возможно лишь в присутствии богов. Часто эти моменты происходят во время исключительно удачного выступления, но они могут быть связаны и со страданием, болью, чувством потери, которые также переживаются на спортивной арене.
Труды Гумбрехта о спорте тесно связаны с его идеями присутствия и материальности: процесс просмотра принимает обобщенный характер и тем самым даёт зрителям "возможность погрузиться в область присутствия". Гумбрехт обращается к введенному  Фридрихом Ницше различению дионисийского и аполлонического начал. Таким образом, дионисийскому зрителю свойственно "наслаждаться общностью и с другими зрителями, и с энергией, излучаемой процессом, который они вместе наблюдают"; аполлоническому же ближе "идея анализа, нежели идея единения". Хотя Гумбрехт не ставит один тип зрителя выше другого, он отмечает современную тенденцию связывать социофобию с сумасшествием толпы, объясняя её тем, что "кошмар фашизма все ещё преследует Запад".
Гумбрехт признает случаи драк и хулиганства на спортивных мероприятиях, но фокусируется не на них, а на том чувстве единения, которое возникает во время просмотра игр и выступлений – например, когда зрители приветствуют спортсменов, поют или делают "волну". И, хотя Гумбрехт и задаётся вопросом, как современные медиа технологии изменили привычные фанатом способы просмотра спортивных состязаний, в центре его внимания остаётся ощущение присутствия – даже если это ощущение – иллюзия, созданная экраном. Энергия толпы, усиленная эстетическим и эмоциональным откликом, вызванным у зрителей демонстрацией одаренности спортсменов, рождает множество "увлеченностей", к которым Гумбрехт обращается, описывая и выражая восхищение спортом.

## Награды
- Июнь 2000: Премия Катберсона за выдающийся вклад в развитие Стэнфордского университета
- Май 2003 года: почетная докторская степень Монреальского университета, Канада
- Май 2007 года: почетная докторская степень Университета Зигена[англ.], Германия
- Декабрь 2007 года: почетная докторская степень Санкт-Петербургского государственного университета, Россия
- Май 2008 года: почетная докторская степень Грайфсвальдского университета, Германия
- Январь 2009 года: почетная докторская степень Марбургского университет имени Филиппа, Германия
- Январь 2009 года: почетная докторская степень Лиссабонского университета, Португалия
- Сентябрь 2010 года: почетная докторская степень Орхусского университета, Дания
- Апрель 2012: лауреат международной премии по образованию имени Хосе Ванконселоса, предоставленной Всемирным советом культуры в Орхусском университете, Дания
- Май 2012: почетная докторская степень Университета им. Этьвуша Лоранда, Венгрия
- Апрель 2016 года: почетная докторская степень Государственного университета Ильи, Тбилиси, Грузия
- Июль 2017 года: почетная докторская степень Университета Лейфана, Люнебург, Германия

### Переводы на русский язык

#### Монографии
- Гумбрехт Х. У. В 1926 году. На острие времени / пер. с англ. Е. Канищевой. — М.: Новое литературное обозрение, 2005. — 568 с. — (Интеллектуальная история). — ISBN 5-86793-419-5.
- Гумбрехт Х. У. Производство присутствия: Чего не может передать значение / пер. с англ. С. Зенкина. — М.: Новое литературное обозрение, 2006. — 184 с. — ISBN 5-86793-459-4.
- Гумбрехт Х. У. Похвала красоте спорта / пер. с англ. В. Фещенко. — М.: Новое литературное обозрение, 2009. — 176 с. — (Интеллектуальная история). — ISBN 978-5-86793-685-3.
- Гумбрехт Х. У. После 1945. Латентность как источник настоящего / пер. с англ. К. Голубович. — М.: Новое литературное обозрение, 2018. — 328 с. — (Интеллектуальная история). — ISBN 978-5-4448-0783-5.

#### Статьи
- Гумбрехт Х. У. От эдиповой герменевтики - к философии присутствия // Новое литературное обозрение : журнал. — 2005. — № 5. — ISSN 0869-6365.
- Гумбрехт Х. У. Ледяные объятия «научности», или Почему гуманитарным наукам предпочтительнее быть «Humanities and Arts» // Новое литературное обозрение : журнал. — 2006. — № 5. — С. 201-226. — ISSN 0869-6365.
- Гумбрехт Х. У. "Современная история" в настоящем меняющегося хронотопа // Новое литературное обозрение : журнал. — 2007. — № 1. — С. 45-50. — ISSN 0869-6365.
- Гумбрехт Х. У. Чтение для "настроения"? Об онтологии литературы сегодня // Новое литературное обозрение : журнал. — 2008. — № 6. — С. 22-28. — ISSN 0869-6365.
- Гумбрехт Х. У. Диктабланда: эпоха Франсиско Франко и ее место в испанской истории // Новое литературное обозрение : журнал. — 2009. — № 6. — С. 724-733. — ISSN 0869-6365.
- Гумбрехт Х. У. Как "антропологический поворот" может затронуть гуманитарные науки? // Новое литературное обозрение : журнал. — 2012. — № 2. — С. 18-24. — ISSN 0869-6365.
- Гумбрехт Х. У. Будущее чтения? Воспоминания и размышления о генеалогическом подходе // Новое литературное обозрение : журнал. — 2014. — № 4. — С. 17-26. — ISSN 0869-6365.
- Гумбрехт Х. У. «Башня из слоновой кости»: О будущем гуманитарного образования // Новое литературное обозрение : журнал. — 2016. — № 2. — ISSN 0869-6365.
- Гумбрехт Х. У. Филология и сложное настоящее // Новое литературное обозрение : журнал. — 2016. — № 2. — С. 68-77. — ISSN 0869-6365.
- Щитцова Т., Гумбрехт Х. У. Постлингвистический поворот в философии и задачи гуманитаристики в современную эпоху // Философско-культурологический журнал Topos : журнал. — 2022. — № 2. — С. 125-152. — ISSN 2538-886X.